# Onthophagus orbus
Onthophagus orbus är en skalbaggsart som beskrevs av Antoine Boucomont 1924. Onthophagus orbus ingår i släktet Onthophagus och familjen bladhorningar. Inga underarter finns listade i Catalogue of Life.